# 5922 Shouichi
5922 Shouichi este un asteroid din centura principală de asteroizi.

## Descriere
5922 Shouichi este un asteroid din centura principală de asteroizi. A fost descoperit pe 21 octombrie 1992 la Kiyosato de Satoru Ōtomo. Asteroidul prezintă o orbită caracterizată de o semiaxă mare de 3,01 ua, o excentricitate de 0,11 și o înclinație de 7,9° în raport cu ecliptica.